# Velingrad (huyện)
Velingrad là một huyện thuộc tỉnh Pazardzhik, Bungaria. Dân số thời điểm năm 2001 là 42722 người.